# Àrees tradicionals de Nova Caledònia

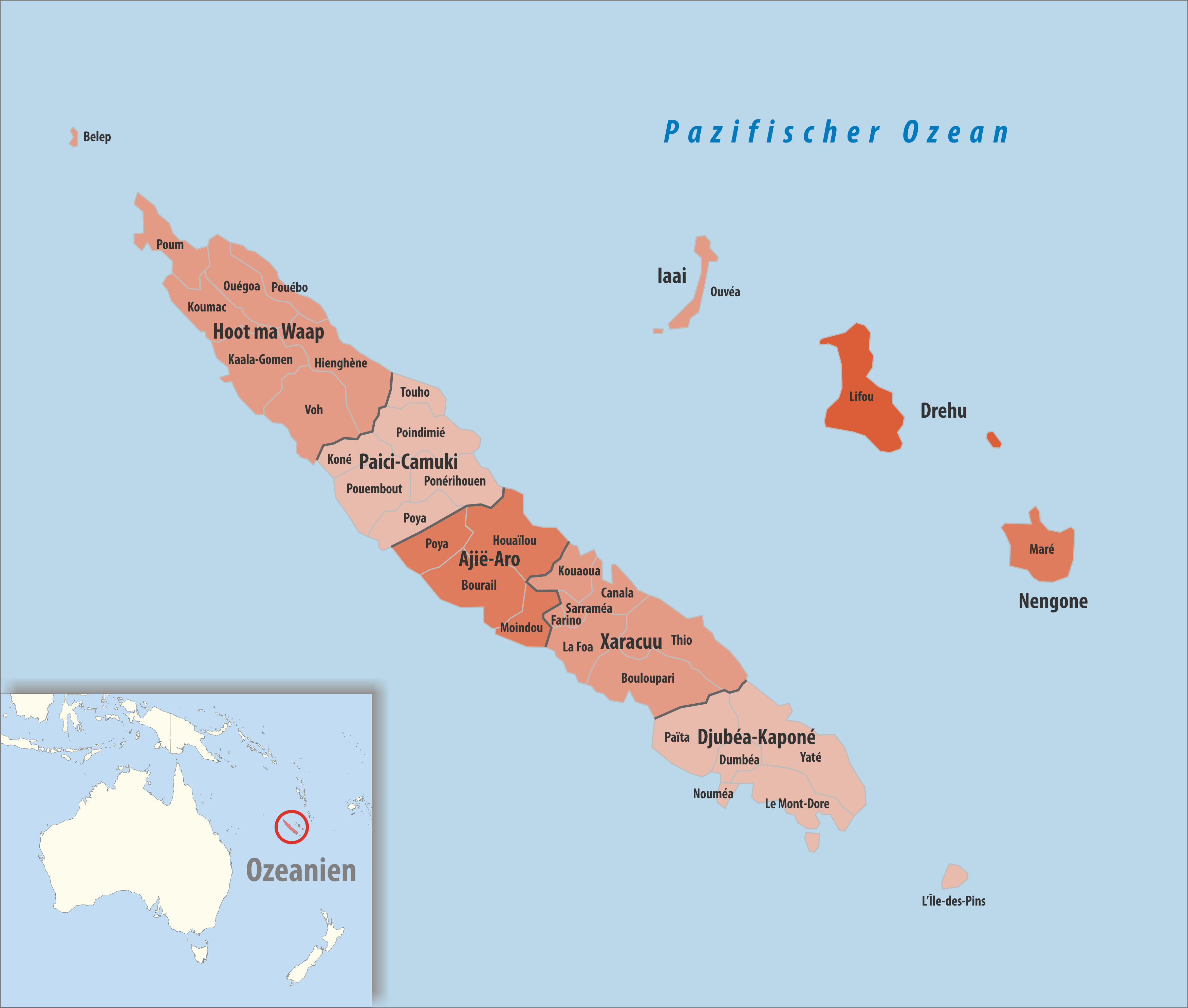
Mapa de les àrees tradicionals de Nova Caledònia.

Les àrees tradicionals de Nova Caledònia són una subdivisió especial i paral·lela a la subdivisió administrativa de Nova Caledònia, creada pels Acords de Matignon de 1988 i el funcionament institucional de les quals s'estructura per la llei orgànica núm 99-209 del 19 de març de 1999 relativa a Nova Caledònia. Ells inclouen individus d'estatut civil personal particular canac, no rellevats del dret comú i són competents en afers de dret privat lligats al seu estatut, terres tradicionals i qüestions relacionades amb l'idioma i la cultura canac.

## Àrees tradicionals
- Ajië-Aro: al centre de Grande Terre, a cavall entre les Províncies del Nord i Sud, comprèn les comunes de Bourail, Houaïlou, Moindou i de quatre tribus sobre les sis de Poya. Les llengües canac que s'hi parlen pertanyen al grup central, però cap d'elles amb més de 600 parlants, excepte l'ajië parlat a Houaïlou per més de 4000 persones (és una de les quatre llengües en ensenyament).
- Djubéa-Kaponé: correspon amb l'extrem sud de la Grande-Terre l'île des Pins, i comprèn les comunes de Nouméa, encara que el capital del territori no té tribu, Dumbéa, Païta, Mont-Dore, de Yaté i l'île des Pins. S'hi parlen totes les llengües canac del grup sud, sent la principal la numèè parlada a Yaté, île des Pins i île Ouen per menys de 2.000 persones.
- Drehu: correspon a Lifou i Tiga a les Illes Loyauté, i designa alhora a l'àrea tradicional, el nom melanesi de l'illa i dels seus habitants i la llengua que parlen, la més parlada en nombre (més d'11.000) de totes les llengües canac (una des quatre llengües en ensenyament).
- Hoot ma Waap: la més extensa geogràficament, se situa a l'extrem nord de Grande-Terre i a les illes Belep. Comprèn les comunes de Belep, Hienghène, Kaala-Gomen, Koumac, Ouégoa, Pouébo, Poum i Voh. S'hi parlen les 11 llengües i dialectes canac del grup nord, però cap passa dels 2.000 parlants.
- Iaai: l'illa d'Ouvéa a les Illes Loyauté. Dona el seu nom a la llengua melanèsia parlada per poc més de 1.500 persones. L'altra llengua parlada, el faga uvea, és una llengua polinèsia parlada encara per unes 1.000 persones.
- Nengone: a l'lla de Maré a les Illes Loyauté, nengone designa alhora l'illa, els seus habitants i la llengua canac que parlen (uns 6.000 parlants, una de les quatre llengües melanèsies admeses en ensenyament).
- Paici-Camuki: situada a la Província del Nord a Grande Terre entre les àrees Hoot ma Waap al nord i Ajië-Aro al sud. S'estén per les comunes de Koné, Poindimié, Ponérihouen, Pouembout, Touho i dues de les sis tribus de Poya. Deu el seu nom a les dues llengües canac que s'hi parlen i que pertanyen al grup del Centre: el paicî, parlat per més de 5.500 individus a la comuna de Poindimié (una des quatre llengües canac admeses en ensenyament), i el cèmuhî o camuki, parlat per poc més de 2.000 persones a Touho.
- Xaracuu: situada a la Província del Sud però amb un xic a la Província del Nord, entre les àrees d'Ajië-Aro al nord i Djubéa-Kaponé al sud, ocupa les comunes de Boulouparis, Canala, Farino (que no té cap tribu), Kouaoua, La Foa, Sarraméa i Thio. Treu el seu nom de la principal llengua canac parlada a l'àrea, el xârâcùù, parlat par més de 3.800 persones sobretot a Canala. Les altres dues llengües no passen dels 600 parlants.

## Funcionament institucional
Es tracta d'una subdivisió tradicional pròpia de les tribus canac

### El Consell Tradicional
Cada àrea està representada per un Consell Tradicional (Secció 2 del Capítol IV del títol III de la Llei Orgànica) de caràcter consultiu. Els membres són nomenats d'acord amb normes específiques per a cada àrea. De fet, cada tribu nomenarà representants al Consell segons els hàbits i costums de l'àrea i sota la supervisió del Consell d'Ancians de les xefatures (o tribus), generalment per un mandat de tres anys. Per a les tres àrees de les Illes Loyauté, l'elecció d'aquests representants es fa a nivell dels consells de districte. Els caps, presidents de consells de districte i grans caps són membres d'aquest Consell. A continuació, els membres del Consell elegiran llurs autoritats (president, vicepresident, secretari, vicesecretari, tresorer i tresorer adjunt) per al mandat (generalment de tres anys).
Aquests són els president de les àrees tradicionals :
- Ajië-Aro: 
  - 2000 - 2002: Jean-Marie Hovereux, ancià d'una tribu de Moindou.
  - 2003 - 2005: Jean Boanemoi de Bourail.
  - 2006 - 2008: Mickaël Meureureu-Gowe, independentista antic membre del FLNKS, de Poya, el primer de llengua Ajië.
  - 2009 - : Daniel Bouawe.
- Djubéa-Kaponé: la norma és alternar la presidència entre un cap « Djubéa » (nord de Mont-Dore, Dumbéa o Païta) i un cap « Kaponé » (gran sud : île Ouen, Yaté, île des Pins). Aquesta norma no és oficial.
  - desembre 1999 - desembre 2002: Clément Païta, gran cap de Païta (llengua djubéa),
  - desembre 2002 - desembre 2008 (deux mandats) : Hilarion Vendégou, gran cap i alcalde Reagrupament-UMP de l'Île des Pins (llengua kwênyii, país kaponé),
  - desembre 2008 - : Vincent Kamoadji (Pont-des-Français - Saint-Louis, llengua tayo, país djubéa).
- Drehu: la presidència del Consell Tradicional té un mandat de tres anys, renovable indefinidament. El gran cap del districte de Loessi Charles Evanès Boula (actual president) l'exerceix des de 1996. Des de finals de 2005, les dues vice-presidències són exercides pels dos altres grans-caps, el del districte de Wetr Paul Sihazé (actual 2n vicepresident i senador tradicional) i el del districte de Gaitcha Pierre Matr Oigoué Zéoula (actual 1r vicepresident i senador tradicional). Ambdós són també senadors tradicionals des de finals de 1999. L'oficina executiva és completada per un secretari.
- Hoot ma Waap: 
  - 2000 - 2005: André Thean-Hiouen, gran cap d'Arama a Poum i antic president d'Unió Caledoniana del Senat tradicional de 1999 a 2000, qui acabava el seu mandat el 2005.
  - 2006 - : Didaco Nonghaï.
- Iaai: 
  - 1999 - 2002: Ambroise Doumaï (gran cap de Mouli).
  - 2002 - 2005: Daniel Nekelo (gran cap de Saint Joseph)
  - 2005 - 2008: Ambroise Doumaï (gran cap de Mouli)
  - 2008 - : Auguste Daoumé (del districte de Fayaoué)
- Nengone: 
  - 1999 - 2002: Jean Yeiwéné (gran cap de Tadine)
  - 2002 - 2005: Paul Jewine (gran cap de Medu)
  - 2005 - : Louis Troubé Djalo (gran cap de Pénélo)
- Paici-Camuki: 
  - 2000 - 2005: Anselme Poragnimou.
  - 2005: Samy Goromido.
  - 2006 - 2008: Isaac Poarairiwa.
  - 2009 - : Pascal Bouillon.
- Xaracuu: l'actual president és Joseph Oundo.

### Senat Tradicional
Des de 1999, el Senat Consuetudinari ha substituït l'antiga Junta Consultiva tradicional. Es compon de setze membres, dos representants de cadascuna de les àrees tradicionals. Llur manera de designació era inicialment lliure designació de cadascun dels consells tradicionals per un mandat de sis anys (1999 - 2005). Des de 2005, cada parell de senadors és elegit pel seu consell d'administració tradicional per un període de 5 anys. La presidència del Senat tradicional és rotatòria anyalment entre les àrees tradicionals, de manera que anualment ha de designar quin dels dos representants de l'àrea en qüestió serà el president. En cas contrari cadascun dels altres càrrecs de la Mesa del Senat s'han confiat als dos senadors de la mateixa àrea. Des d'agost de 2009, i fins a l'agost de 2010, l'Oficina del Senat Tradicional està formada per:
- president : Julien Boanemoi (País Ajië-Aro).
- 1r vicepresident : Georges Mandaoué (País Ajië-Aro).
- 2n vicepresident : Paul Sihazé i Pierre Zéoula (País Drehu)
- Portaveus : André Théan-Hiouen i Albert Wahoulo (País Hoot Ma Waap).

Llista dels presidents del Senat tradicional des de 1999 :
- 1999 - 2000: André Thean-Hiouen, àrea Hoot Ma Waap.
- 2000 - 2001: Jean Wanabo, àrea Iaai.
- 2001 - 2002: Georges Mandaoué, àrea Ajië-Aro.
- 2002 - 2003: Pierre Zéoula, àrea Drehu.
- 2003 - 2004: Gabriel Poadae, àrea Paici-Camuki.
- 2004 - 2005: Paul Trorune Djewine, àrea Nengone.
- 2005 - 2006: Gabriel Païta, àrea Djubéa-Kaponé.
- 2006 - 2007: Jean-Guy M'Boueri, àrea Xaracuu.
- 2007 - 2008: Albert Wahoulo, àrea Hoot Ma Waap.
- 2008 - 2009: Ambroise Doumaï, àrea Iaai.
- 2009 - 2010: Julien Boanemoi, àrea Ajië-Aro.

Llista dels senadors per àrea des de 2005 :
- Ajië-Aro: Georges Mandaoué (proper al sindicat USTKE i membre del Partit del Treball, president del Senat tradicional 2001 a 2002, actual 1r vicepresident) i Julien Boanemoi (actual president del Senat Tradicional des d'agost de 2009).
- Djubéa-Kaponé: Christophe Gnibekan i Gabriel Païta (president del « Mouvement chiraquien des Démocrates-chrétiens » i antic president del Senat Tradicional de 2005 a 2006). Un d'ells o el seu successor, sera president del Senat Tradicional de 2013 a 2014).
- Drehu: Paul Sihazé (gran cap del districte de Wetr) i Pierre Zéoula (gran cap del district de Gaïtcha, antic president del Senat Tradicional de 2002 a 2003). Ocupen la 2a vicepresidència i serà president del Senat Tradicional de 2010 a 2011.
- Hoot Ma Waap: André Théan-Hiouen (gran cap d'Arama a Poum, membre de l'UC i primer president del Senat Tradicional de 1999 à 2000) i Albert Wahoulo (antic president del Senat Tradicional de 2007 a 2008). Actualment en són portaveus. Aquesta àrea no detindrà la presidència del Senat Tradicional fins al 2015.
- Iaai: Ambroise Doumaï (gran cap del districte de Mouli, antic president del Senat Tradicional de 2008 a 2009) i Jean-Marie Gnavit (president del consell dels ancians de la tribu d'Eot - Saint-Joseph). Aquesta àrea no detindrà la presidència del Senat Tradicional avant 2016.
- Nengone: David Buama Sinewami (gran cap de La Roche) i Paul Trorune Djewine (representant del gran cap de Wabao, antic president del Senat Tradicional de 2004 a 2005). Un dels dos, o llur successor, serà president segons el reglement del Senat de 2012 a 2013.
- Paici-Camuki: Clément Grochain i Gathélia Wabealo. Un d'ells o el seu successor, serà probablement president del Senat Tradicional de 2011 a 2012.
- Xaracuu: Jean-Guy M'Boueri (antic president del Senat de 2006 a 2007) i Bergé Kawa. La presidència no li correspon fins al període 2014 - 2015.